# Federatie van Unitates en Bonden
De Federatie van Unitates en Bonden (F.U.B.) is een federatie van Nederlandse studentenverenigingen op niet-confessionele grondslag. De federatie is in haar huidige vorm opgericht op 1 september 1948 als tegenwicht voor de confessionele verenigingen en de studentencorpora. Deze verenigingen werden vaak aangeduid als Unitas, een naam die een aantal (voormalige) lidverenigingen nog hanteert.
De Gecombineerde Senaten Vergadering (G.S.V.) is het hoogste orgaan binnen de Federatie en wordt gevormd door bestuurs- en senaatsafvaardigingen van de lidverenigingen. De G.S.V. wordt voorgezeten door een Dagelijks Bestuur (het D.B. van de G.S.V.). Dit D.B. wordt jaarlijks per toerbeurt geleverd door een van de lidverenigingen. De G.S.V. vergadert ongeveer acht keer per jaar.
De Federatie functioneert op twee niveaus. Ten eerste onderhouden de Senaten en Besturen van de lidverenigingen goede contacten met elkaar. Eens in de zes weken vergaderen zij met elkaar in een Gecombineerde Senaten Vergadering, welke wordt geconvoceerd en voorgezeten door het Dagelijks Bestuur van de Gecombineerde Senaten Vergadering (D.B. van de G.S.V.). Daarnaast zijn er diverse jaarlijks terugkerende activiteiten op bestuursniveau, zoals een weekend, functieoverleggen, e.d. Ten tweede hebben de leden van de Federatie veelvuldig contact op de activiteiten die Federatie rijk is. Dit betreft onder meer de jaarlijkse Federatiefeesten, een tappersruil en de interfederale sportdag.

## Betrokken verenigingen
In de loop der jaren heeft de Federatie veel verloop gekend, verenigingen traden toe en verlieten het verband. Dat staat in de onderstaande tabel weergegeven:

## Federatiehymne
Ook heeft de Federatie van Unitates en Bonden een eigen hymne, die door elke aangesloten vereniging anders gezongen wordt:
- E.S.V. Demos zingt de hymne op een snel tempo, en de laatste regel wordt tweemaal gezongen.
- USG zingt de hymne het langzaamst.
- SSR-W zingt de hymne iets sneller dan Groningen, en herhaalt "En in wee!", refererend naar de eerste letter van Wageningen.

### Liedtekst
Federatiegenoten de rijen geschaard
En laat daav'rend weerklinken uw lied
De baretten omhoog in onstuimige vaart
Wien gij eert dat g'uw hulde hen biedt
Onze vriendschapsband eeuwig en enig symbool
dat ons saambindt in wel en in wee
[SSR-W:] (en in wee)
Dat ons voorgaat in ernst, dat ons voorgaat in jool
Het D.B. van de G.S.V.
[E.S.V. Demos:] (Het D.B. van de G.S.V.)